# Fritz Dennerlein

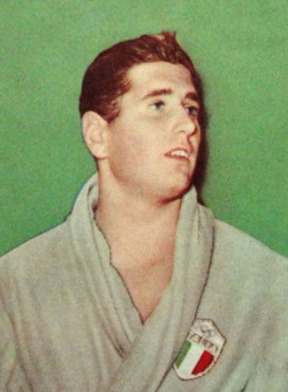
Fritz Dennerlein.

Federico "Fritz" Dennerlein, född 14 mars 1936 i Portici, död 3 oktober 1992 i Neapel, var en italiensk simmare, vattenpolospelare och -tränare som representerade Italien vid tre olympiska spel som idrottare. Han var chefstränare för Italiens herrlandslag i vattenpolo 1983–1990.
Dennerlein tävlade i simning vid olympiska sommarspelen 1956 och 1960 samt i vattenpolo vid olympiska sommarspelen 1956 och 1964. Han spelade sex matcher i den olympiska vattenpoloturneringen i Melbourne där Italien slutade på en fjärdeplats. I lagkappen 4x200 meter frisim blev det en sjundeplats. I Rom tävlade Dennerlein enbart som simmare. I lagkappen 4x200 meter frisim lyckades italienarna inte ta sig till final men i lagkappen 4x100 meter medley blev det en sjätteplats. Dennerleins bästa olympiska placering som simmare kom i 200 meter fjärilsim där han var fyra. Dennerlein spelade tre matcher och gjorde ett mål i den olympiska vattenpoloturneringen i Tokyo där Italien slutade på ytterligare en fjärdeplats. Hans klubblag i vattenpolo var Canottieri Napoli.
Dennerlein omkom i en trafikolycka i Neapel 56 år gammal.